# Gundlupet
Gundlupet là một thị xã của quận Chamarajanagar thuộc bang Karnataka, Ấn Độ.

## Địa lý
Gundlupet có vị trí 11°48′B 76°41′Đ / 11,8°B 76,68°Đ Nó có độ cao trung bình là 816 mét (2677 feet).

## Nhân khẩu
Theo điều tra dân số năm 2001 của Ấn Độ, Gundlupet có dân số 26.368 người. Phái nam chiếm 51% tổng số dân và phái nữ chiếm 49%. Gundlupet có tỷ lệ 63% biết đọc biết viết, cao hơn tỷ lệ trung bình toàn quốc là 59,5%: tỷ lệ cho phái nam là 71%, và tỷ lệ cho phái nữ là 56%. Tại Gundlupet, 11% dân số nhỏ hơn 6 tuổi.